# Eviota masudai
Eviota masudai là một loài cá biển thuộc chi Eviota trong họ Cá bống trắng. Loài cá này được mô tả lần đầu tiên vào năm 2006.

## Từ nguyên
Loài cá này được đặt theo tên của Hajime Masuda, người đã có những đóng góp quan trọng trong ngành ngư học Nhật Bản.

## Phạm vi phân bố và môi trường sống

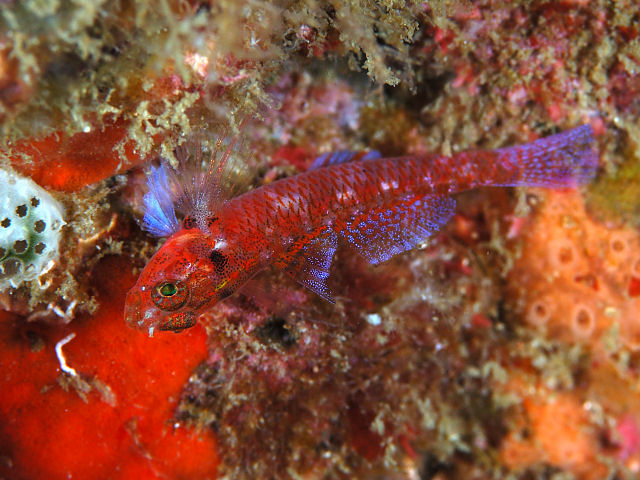
Một cá thể E. masudai

E. masudai được tìm thấy dọc theo vùng biển phía nam Nhật Bản, từ phía nam Honshu, Shikoku, Kyushu trải dài về phía nam tới bán đảo Osumi, biển nội địa Seto, quần đảo Izu, quần đảo Ogasawara, quần đảo Ryukyu và quần đảo Oki; xa nhất ở cực bắc phạm vi là đảo Sado. Loài cá này sống gần các rạn san hô ở độ sâu khoảng 20 m trở lại.

## Mô tả
Chiều dài cơ thể tối đa được ghi nhận ở E. masudai là 3,2 cm. Đầu và thân có màu hồng nhạt với lớp vảy được viền màu nâu đỏ hoặc nâu ở rìa. Một đốm tròn nhỏ màu xanh đen hoặc nâu sẫm ở mỗi bên gáy. Hai đường sọc ngắn màu nâu đỏ hoặc nâu trên má. Vây lưng màu xanh lam nhạt, rải rác các đốm đỏ đến đỏ cam. Vây hậu môn có các vạch đỏ trên màng vây màu vàng pha lẫn màu xanh lam. Vây bụng và vây ngực trắng. Vây đuôi có nhiều chấm nâu đỏ. Cá đực mùa sinh sản ánh màu xanh lơ trên các vây.
Số gai ở vây lưng: 6 - 7; Số tia vây ở vây lưng: 9 - 10; Số gai ở vây hậu môn: 1; Số tia vây ở vây hậu môn: 9; Số tia vây ở vây ngực: 12 - 18.